# 22. konjeniški polk (Italija)
22. konjeniški polk Cavalleggeri di Catania je bil konjeniški polk Kraljeve italijanske kopenske vojske.